# Sigismondo Chigi Albani della Rovere, VI principe di Farnese
Sigismondo Chigi Albani della Rovere, VI principe di Farnese (Roma, 24 agosto 1798 – Roma, 10 maggio 1877), è stato un principe italiano.

## Biografia
Sigismondo nacque a Roma il 24 agosto 1798, figlio di Agostino Chigi Albani della Rovere, V principe di Farnese e di sua madre, la principessa Amalia Carlotta Barberini Colonna di Sciarra. Suo fratello fu Flavio Chigi, l'ultimo di una lunga lista di cardinali che la famiglia Chigi ebbe nel corso dei secoli presso la Santa Sede.

## Matrimonio e figli

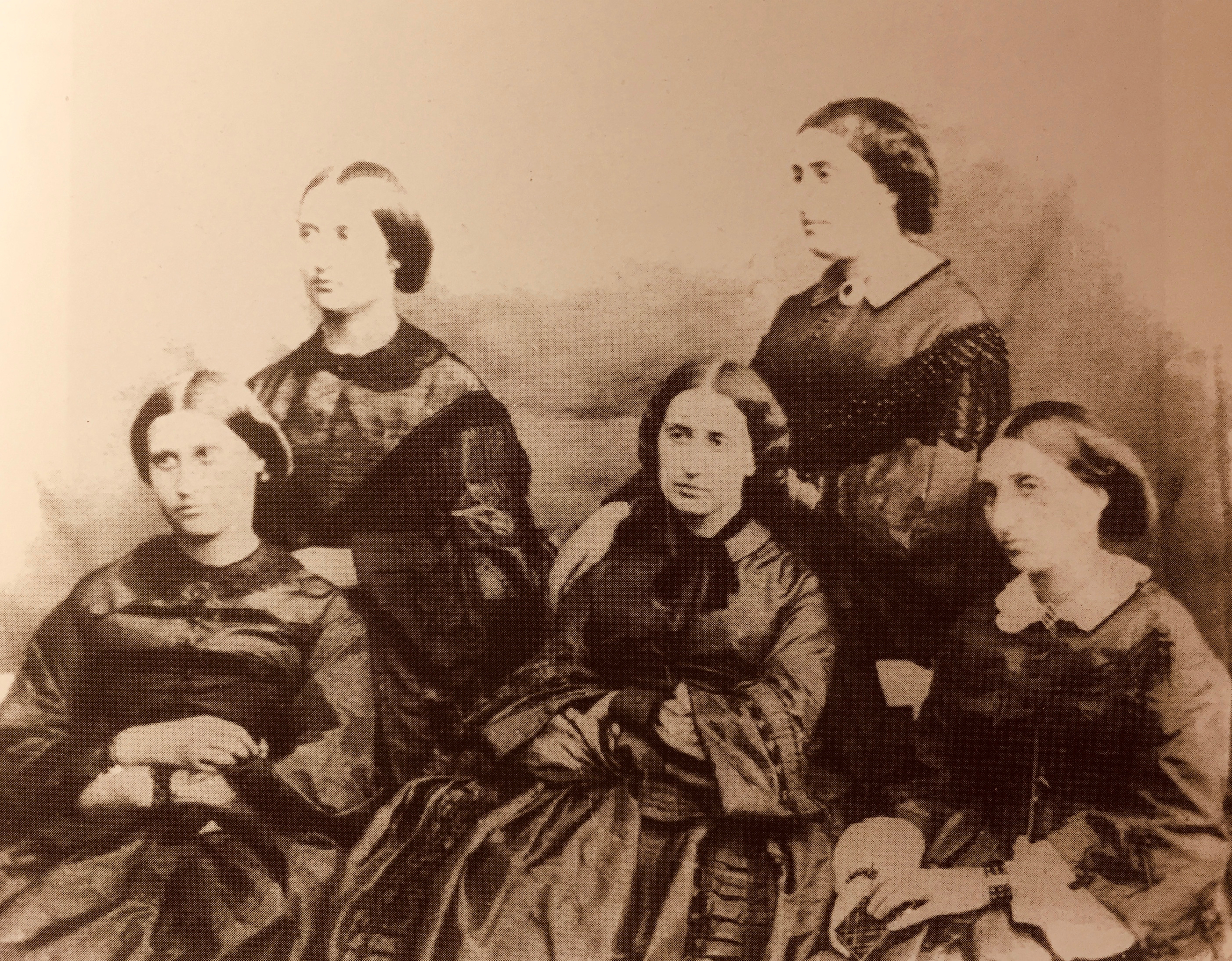
Le cinque figlie del Principe Don Sigismondo Chigi Albani della Rovere. Da destra a sinistra: Teresa, Maria, Angiola, Eleonora, Virginia

Sigismondo sposò a Roma il 4 maggio 1829 Leopoldina Doria Pamphilj Landi, figlia del principe Luigi Doria Pamphilj Landi, principe di Melfi, e di sua moglie, la principessa Teresa Orsini. Da questo matrimonio nacquero i seguenti figli:
- Teresa (1831-1884), sposò Giulio Torlonia, II duca di Poli e di Guadagnolo
- Mario (1832-1914), sposò Antonietta di Sayn-Wittgenstein-Berleburg
- Maria (1836-1898), sposò il principe Giuseppe Giovanelli
- Angiola (1837-1901), sposò il conte Flavio Buonaccorsi, patrizio romano e maceratese
- Carlo (1839-?)
- Eleonora (1840-1859), sposò il conte Giuseppe Macchi di Cellere
- Virginia (1843-1906), sposò il marchese Galeazzo Guidi di Bagno

## Albero genealogico
|                                                              |                                                            |                                                           | Genitori                                       |  |  | Nonni |  |  | Bisnonni                                                |  |  | Trisnonni                                |  |
|                                                              |                                                            |                                                           |                                                |  |  |       |  |  | Agostino Chigi della Rovere, III principe di Campagnano |  |  | Augusto Chigi, II principe di Campagnano |  |
|                                                              |                                                            |                                                           |                                                |  |  |       |  |  | Agostino Chigi della Rovere, III principe di Campagnano |  |  | Augusto Chigi, II principe di Campagnano |  |
|                                                              |                                                            | Eleonora Rospigliosi                                      |                                                |  |  |       |  |  | Agostino Chigi della Rovere, III principe di Campagnano |  |  |                                          |  |
| Sigismondo Chigi della Rovere, IV principe di Campagnano     |                                                            |                                                           |                                                |  |  |       |  |  | Agostino Chigi della Rovere, III principe di Campagnano |  |  |                                          |  |
|                                                              |                                                            | Maria Giulia Albani                                       | Carlo Albani, I principe di Soriano nel Cimino |  |  |       |  |  |                                                         |  |  |                                          |  |
|                                                              |                                                            | Maria Giulia Albani                                       | Carlo Albani, I principe di Soriano nel Cimino |  |  |       |  |  |                                                         |  |  |                                          |  |
|                                                              |                                                            | Maria Giulia Albani                                       | Teresa Virginia Borromeo Arese                 |  |  |       |  |  |                                                         |  |  |                                          |  |
| Agostino Chigi Albani della Rovere, V principe di Farnese    |                                                            | Maria Giulia Albani                                       |                                                |  |  |       |  |  |                                                         |  |  |                                          |  |
|                                                              |                                                            | Livio Odescalchi, II principe Odescalchi                  | Baldassarre Odescalchi, I principe Odescalchi  |  |  |       |  |  |                                                         |  |  |                                          |  |
|                                                              |                                                            | Livio Odescalchi, II principe Odescalchi                  | Baldassarre Odescalchi, I principe Odescalchi  |  |  |       |  |  |                                                         |  |  |                                          |  |
|                                                              |                                                            | Livio Odescalchi, II principe Odescalchi                  | Eleonora Maddalena Borghese                    |  |  |       |  |  |                                                         |  |  |                                          |  |
| Flaminia Odescalchi                                          |                                                            | Livio Odescalchi, II principe Odescalchi                  |                                                |  |  |       |  |  |                                                         |  |  |                                          |  |
|                                                              |                                                            | Maria Vittoria Corsini                                    | Filippo Corsini, II principe di Sismano        |  |  |       |  |  |                                                         |  |  |                                          |  |
|                                                              |                                                            | Maria Vittoria Corsini                                    | Filippo Corsini, II principe di Sismano        |  |  |       |  |  |                                                         |  |  |                                          |  |
|                                                              |                                                            | Maria Vittoria Corsini                                    | Ottavia Strozzi                                |  |  |       |  |  |                                                         |  |  |                                          |  |
| Sigismondo Chigi Albani della Rovere, VI principe di Farnese |                                                            | Maria Vittoria Corsini                                    |                                                |  |  |       |  |  |                                                         |  |  |                                          |  |
|                                                              | Giulio Cesare Colonna di Sciarra, V principe di Carbognano | Francesco Colonna di Sciarra, IV principe di Carbognano   |                                                |  |  |       |  |  |                                                         |  |  |                                          |  |
|                                                              | Giulio Cesare Colonna di Sciarra, V principe di Carbognano | Francesco Colonna di Sciarra, IV principe di Carbognano   |                                                |  |  |       |  |  |                                                         |  |  |                                          |  |
|                                                              | Giulio Cesare Colonna di Sciarra, V principe di Carbognano | Vittoria Salviati                                         |                                                |  |  |       |  |  |                                                         |  |  |                                          |  |
| Carlo Barberini Colonna di Sciarra, V principe di Palestrina | Giulio Cesare Colonna di Sciarra, V principe di Carbognano |                                                           |                                                |  |  |       |  |  |                                                         |  |  |                                          |  |
|                                                              |                                                            | Cornelia Costanza Barberini, IV principessa di Palestrina | Urbano Barberini, III principe di Palestrina   |  |  |       |  |  |                                                         |  |  |                                          |  |
|                                                              |                                                            | Cornelia Costanza Barberini, IV principessa di Palestrina | Urbano Barberini, III principe di Palestrina   |  |  |       |  |  |                                                         |  |  |                                          |  |
|                                                              |                                                            | Cornelia Costanza Barberini, IV principessa di Palestrina | Maria Teresa Boncompagni                       |  |  |       |  |  |                                                         |  |  |                                          |  |
| Amalia Carlotta Barberini Colonna di Sciarra                 |                                                            | Cornelia Costanza Barberini, IV principessa di Palestrina |                                                |  |  |       |  |  |                                                         |  |  |                                          |  |
|                                                              |                                                            | Renato III Borromeo Arese                                 | Giovanni Benedetto Borromeo Arese              |  |  |       |  |  |                                                         |  |  |                                          |  |
|                                                              |                                                            | Renato III Borromeo Arese                                 | Giovanni Benedetto Borromeo Arese              |  |  |       |  |  |                                                         |  |  |                                          |  |
|                                                              |                                                            | Renato III Borromeo Arese                                 | Clelia Grillo                                  |  |  |       |  |  |                                                         |  |  |                                          |  |
| Giustina Borromeo Arese                                      |                                                            | Renato III Borromeo Arese                                 |                                                |  |  |       |  |  |                                                         |  |  |                                          |  |
|                                                              |                                                            | Marianna Erba Odescalchi                                  | Baldassarre Odescalchi, I principe Odescalchi  |  |  |       |  |  |                                                         |  |  |                                          |  |
|                                                              |                                                            | Marianna Erba Odescalchi                                  | Baldassarre Odescalchi, I principe Odescalchi  |  |  |       |  |  |                                                         |  |  |                                          |  |
|                                                              |                                                            | Marianna Erba Odescalchi                                  | Maria Maddalena Borghese                       |  |  |       |  |  |                                                         |  |  |                                          |  |
|                                                              |                                                            | Marianna Erba Odescalchi                                  |                                                |  |  |       |  |  |                                                         |  |  |                                          |  |